# クリフ・バートン
クリフォード・リー・“クリフ”・バートン（英語: Clifford Lee "Cliff" Burton, 1962年2月10日 - 1986年9月27日）は、アメリカ合衆国カルフォルニア州出身のベーシスト。メタリカの初期メンバーとして知られる。
1982年から彼が交通事故で亡くなる1986年まで同バンドに在籍した。特に明記がない限り以下"クリフ"と表記する。

## 音楽活動
幼い頃死別した兄から手ほどきをうけたのが音楽を志す契機となった。メタリカ加入以前は後にフェイス・ノー・モアに加入するジム・マーティンらとEZストリートというバンドでジャムを繰り返した後、トラウマというローカルバンドで本格的な活動をしていた。
1982年、メタリカに加入。脱退したベーシストのロン・マクガヴニーに代わる形だが、メンバーのジェイムズ・ヘットフィールドは「ある時、ラーズと酒を飲んでいたらとんでもないソロが聞こえてきたんだ。見たらベーシストが一人で弾きまくっていてね。ベースの音だとは信じられなかった。俺はすぐに変人ベーシスト・クリフをバンドに誘ったよ」と語っており、バンドはクリフを加入させるためにロンを追い出したと見ることも出来る。なお、当時のメタリカの活動拠点はロサンゼルスであったが、バンドに誘われたクリフは直ぐには承諾せず、最終的に「君達がフリスコ（サンフランシスコ）へ来てくれるならいいよ」という趣旨を告げる。バンドは当時ロサンゼルスよりも、スラッシュ・メタルが勃興しつつあったサンフランシスコのシーンでより好意的に受け入れられていたこともあり、クリフの要求を呑む形で活動拠点を移した。バンドはそれ以降、現在に到るまでサンフランシスコを拠点としている。
初期メタリカの音楽性に大きな影響を与えたコンポーザーであり、その影響はクリフの加入以前に収録曲の大半が作曲された1stアルバムと2nd～3rdアルバムを聴き比べれば判るとおり、勢い重視でともすれば一本調子だったサウンドに叙情的なニュアンスやプログレッシブな構成美を導入させた。この2nd～3rdをメタリカの最高傑作とするファンは多い。その背景には、音楽スクールでクラシック音楽、特にバロック音楽を学んだことなどが関係していると思われる。
それを裏付けるように、ラーズ・ウルリッヒはクリフ在籍時のエピソードとして「彼はメロディに関して、非常に熱心に語っていた」「クリフは3rdアルバムで、少々クラシカルな作曲をしたんだ」と振り返っていた。

## 概要

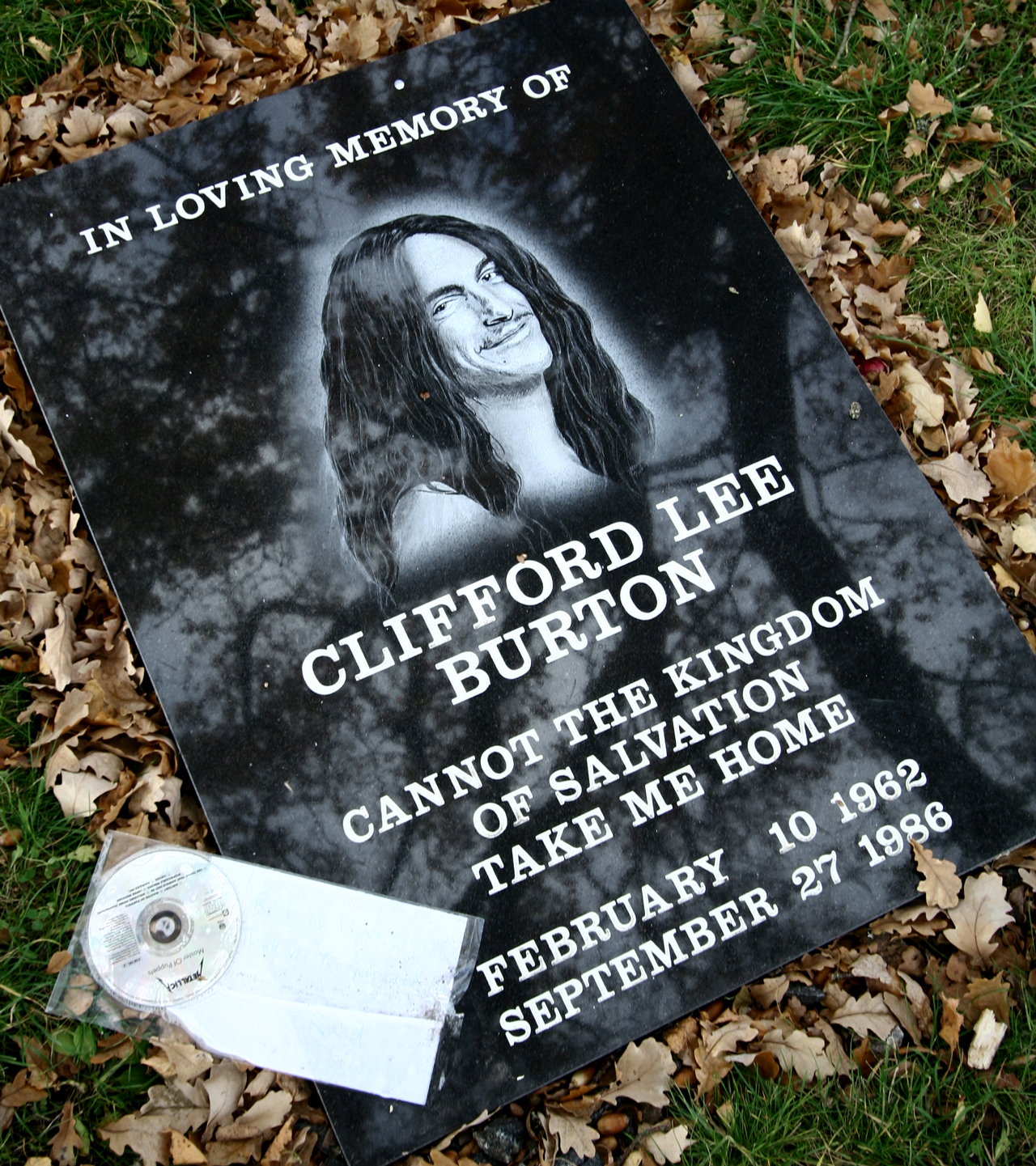
現地のファンクラブにより、彼が亡くなった事故現場付近に建てられたモニュメント。

ベーシストとしての実力は高く、また曲によってはベースでリードを採ったりと革新的なプレイは非常に有名。彼は、ベーシストとして全く珍しくない指弾きスタイルではあるが、BPM値の速い曲をいとも簡単にツーフィンガー奏法で弾く事が出来た。その特徴的かつ、ベースギターを自由自在に操るプレイスタイルから、"ベースのジミ・ヘンドリックス"と呼称された。以上のような事から、他のメンバーからも一目を置かれる存在で、初期のライブに於いて視覚的なパフォーマンスなどは、殆どクリフに任せていたと言われる。
そのメンバーとの関係も大変良く、彼が参加したメタリカのスタジオ・アルバム(1st〜3rd)1作につき、必ずベースが主体となる曲が1曲は収録されていた。クリフと同じく後からバンドに加入したカーク・ハメットは「俺もクリフのように尊敬されたかった」と語っている。
また、ファッションの面でも特徴的で、当時の流行とは正反対といってよいデニムジャケットやベルボトムジーンズを好んで着用しており、影響を受けたミュージシャンは多い。ミスフィッツなどのバンドTシャツを愛用していた事から、パンク・ロックからの影響も窺える。
1986年、人気を不動のものにしつつあったメタリカは、ヨーロッパツアーでスウェーデンを訪れた。そのツアーでの移動中の9月27日早朝、就寝中のメタリカのメンバー、及びクルーを乗せたツアー用のバスが路面凍結でスリップし、横転。その際、クリフは窓から投げ出され、バスの下敷きとなり、即死した。
クリフを失ったバンドメンバーは落ち込むが、彼の為にも活動を存続することを決意、新しいベーシスト探しを始める。だが、クリフのプレイは他人にはコピーできない程、特徴的かつアグレッシヴであったため、何人もの候補者をあたる必要があった。結果、元フロットサム・アンド・ジェットサムでベースをプレイしていたジェイソン・ニューステッドが加入する事となったが、ジェイソンの演奏スタイルはピック奏法のみであり、クリフとは正反対といって良いタイプである。
1987年、メタリカは"Cliff'Em All"と名づけられたヴィデオをリリース。クリフのプライヴェート・フッテージやライヴでのベースソロなどが多数収録されている。
2009年、メタリカがロックの殿堂入りを果たした際、クリフも含めた形での受賞となり、父親のレイ・バートン(1925〜2020)がスピーチを行った。
ローリング・ストーン誌が選んだ「史上最高のベーシスト50選」で第25位に選ばれている。

## 主な使用機材
- Rickenbacker 4001 - バーガンディ色でピックアップ構成に大幅な改造が加えられたもの。フロントをギブソンEBのハムバッカー、リアをフェンダー・ジャズベース用のものに交換した上で、本来ブリッジミュートが装着される場所にストラトキャスター用のものを仕込んである。
- Aria Pro II SB-1000
- Aria Pro II SB-Black n’ gold I
- Morley Power Wah Boost (ワウペダル)
- BOSS CS-1, CS-2, MXR Limiter (コンプレッサー)